# Юнгинген
Юнгинген (нем. Jungingen, алем. нем. Jõngenga) — коммуна в Германии, в земле Баден-Вюртемберг.
Подчиняется административному округу Тюбинген. Входит в состав района Цоллернальб. Население составляет 1416 человек (на 31 декабря 2010 года). Занимает площадь 9,33 км².

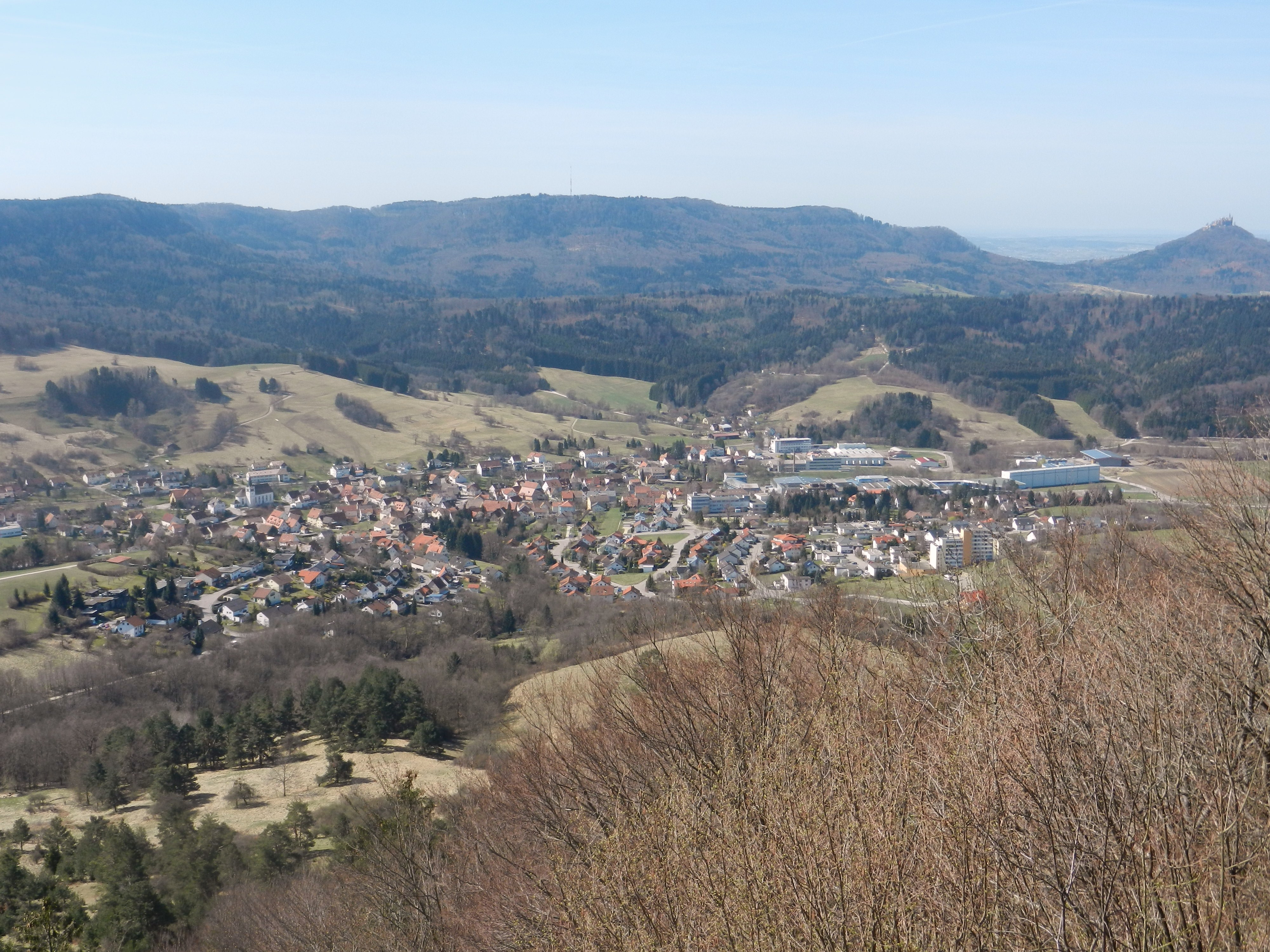
Панорама